# Antaeus
Antaeus – francuska grupa blackmetalowa utworzona w roku 1993. W roku 2006 odbyli trasę koncertową wraz z Secrets of the Moon.

## Muzycy

### Obecny skład zespołu
- MkM - śpiew
- Set - gitara elektryczna
- Servus - gitara elektryczna
- LSK - gitara basowa
- ZVN - perkusja

### Byli członkowie zespołu
- Piat (Antaeus) – gitara elektryczna (1993–1996)
- Storm (Hellblaster, Arkhon Infaustus) – perkusja (1994–2003)
- Black Priest – gitara basowa (1994)
- Kheer – gitara basowa – (1995–1996)
- Olivier – gitara elektryczna (1996)
- Philipe – gitara basowa (1996)
- Thorgon (Eternal Majesty, Deviant) – gitara elektryczna (1998–2003)
- Sagoth (Eternal Majesty) – gitara basowa (1998–2003)

## Dyskografia

### Albumy studyjne
- 2000 - Cut your flesh and Worship Satan (CD)
- 2002 - De Principii Evangelikum (CD + LP)
- 2006 - Blood Libels (CD + LP)

### Inne wydawnictwa
- 1996 - Supremacist Dawn (Demo)
- 1998 - Split demo z Eternal Majesty
- 1999 - Rekordin 2000-I
- 1999 - Nihil Khaos (Taśma koncertowa)
- 2001 - Reverse Voices of the Dead (Split EP z Necrophagia)
- 2001 - SPK Kommando (Split EP z Deviant, Eternal Majesty, Hell Militia)
- 2002 - Split MLP z Aosoth
- 2002 - Satanic Audio Violence (Demo)
- 2003 - Split Live Tape with Krieg
- 2004 - Ltd 7” EP (Anything Great Is Built Upon Sorrow...)